# Ангел смерти (картина Верне)
«Ангел смерти» — картина французского художника Ораса Верне из собрания Государственного Эрмитажа.
Картина иллюстрирует христианское поверье о том, что архангел Гавриил приходит к умершим и забирает их души. Здесь изображена умершая молодая девушка с крестом на груди в лучах небесного света, её под руки подхватил чёрный ангел, собираясь унести; а у постели внизу горюет молодой человек. Справа раскрытая книга, над ней икона Богоматери с ветвью, освещаемая лампадой. Справа внизу подпись художника и дата: H. Vernet 1851.
Сюжет картины вероятно вызван личным горем художника — смертью его дочери Луизы (1814—1845) и скорее всего является аллегорией на это трагическое событие. Сам по себе замысел картины относится к 1841 году — тогда Верне был написан этюд маслом на картоне размером 40 × 28 см, который находился в коллекции Ф. Фрере и 26—27 октября 2011 года был выставлен на торги аукциона Sotheby's. В готовой картине Верне придал умершей девушке портретные черты своей дочери.
В конце 1850-х картина была куплена графом Н. А. Кушелевым-Безбородко. После смерти владельца картина, как и все произведения из собрания Кушелева-Безбородко, по завещанию была передана в Музей Академии художеств и вошла там в состав особой Кушелевской галереи, в галерейном каталоге 1868 года числилась под названием «Женщина, похищаемая смертью»; в 1922 году была передана в Государственный Эрмитаж. С конца 2014 года выставляется в здании Главного штаба в зале 306.
Луиза Верне была замужем за известным французским художником Полем Деларошем, который в 1846 году написал её посмертный портрет, хранящийся в Нанте в Музее изящных искусств (холст, масло; 62,2 × 75 см; инвентарный номер 997.3.1.P).

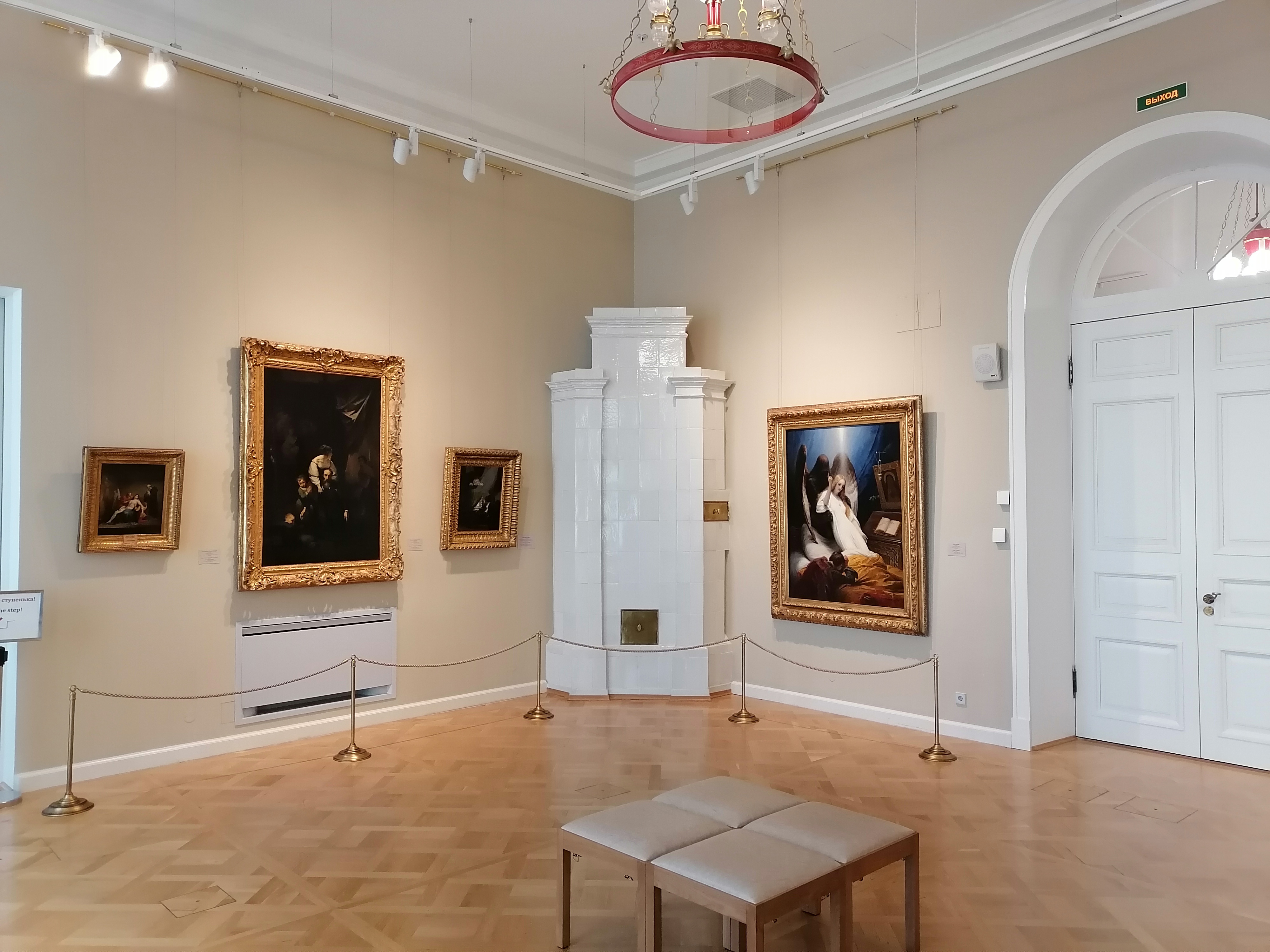
Картина в зале 306 здания Главного штаба
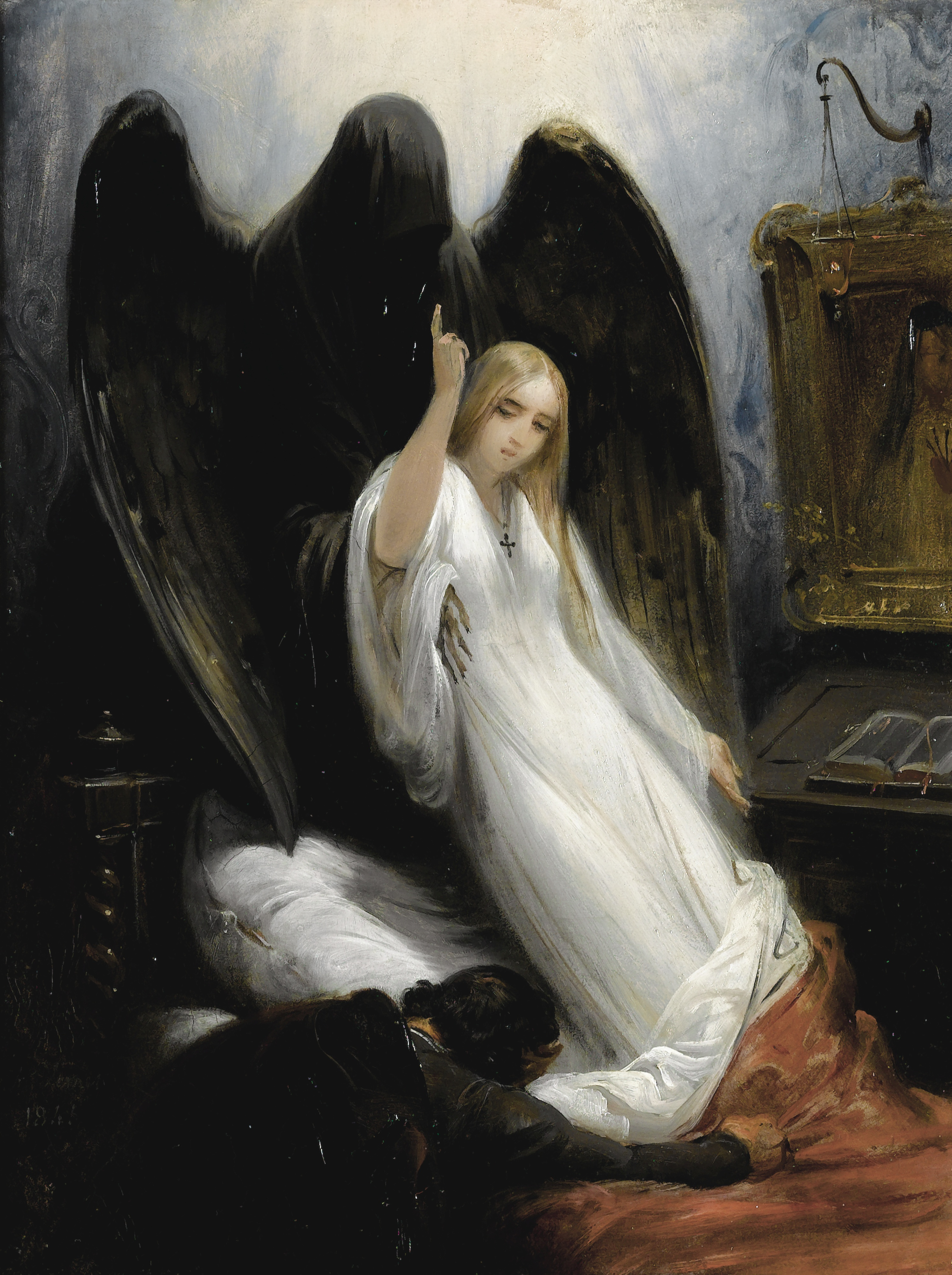
Орас Верне. Этюд к картине «Ангел смерти». 1841. Частная коллекция
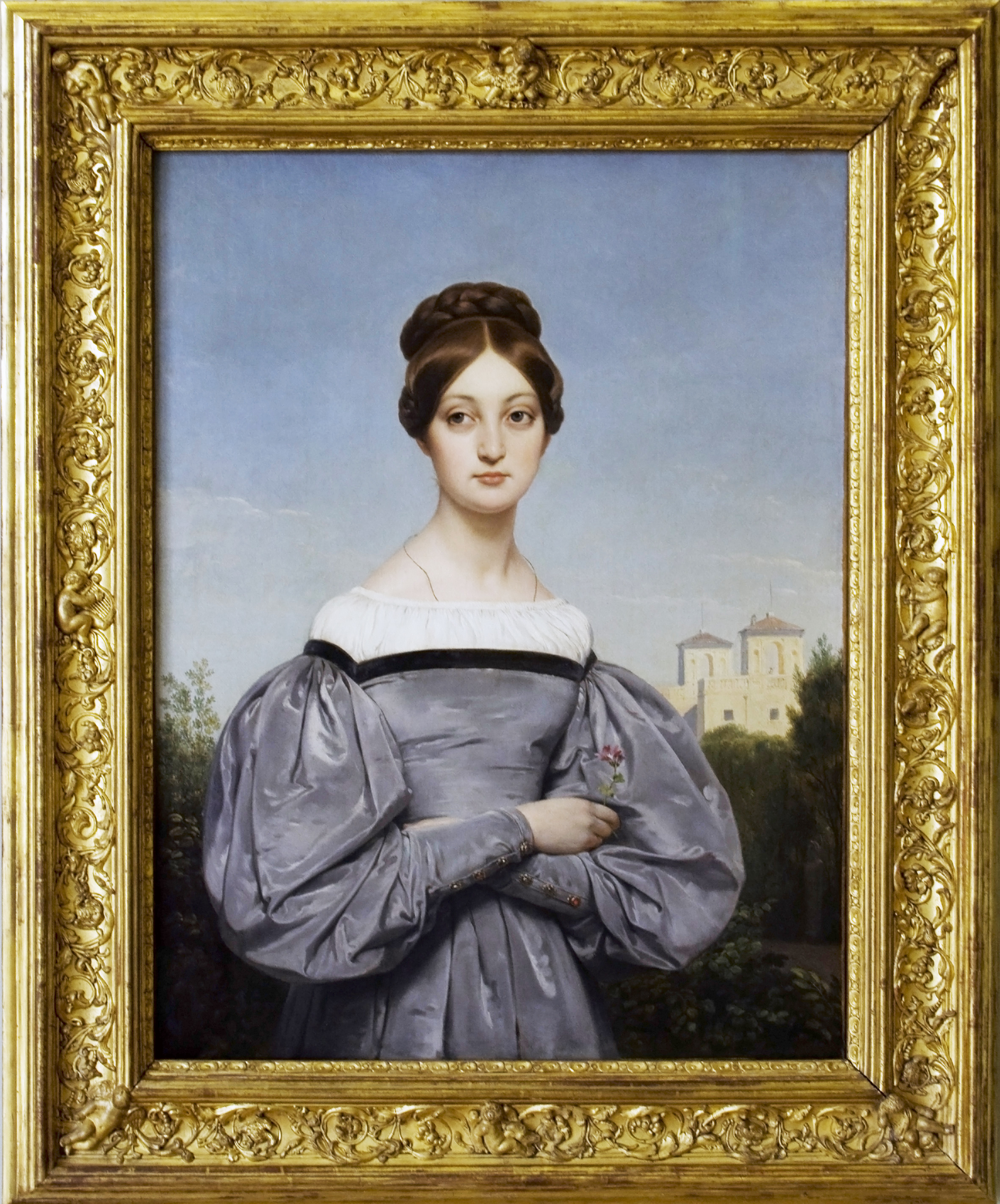
Орас Верне. Портрет дочери художника Луизы Верне. 1828—1833. Лувр
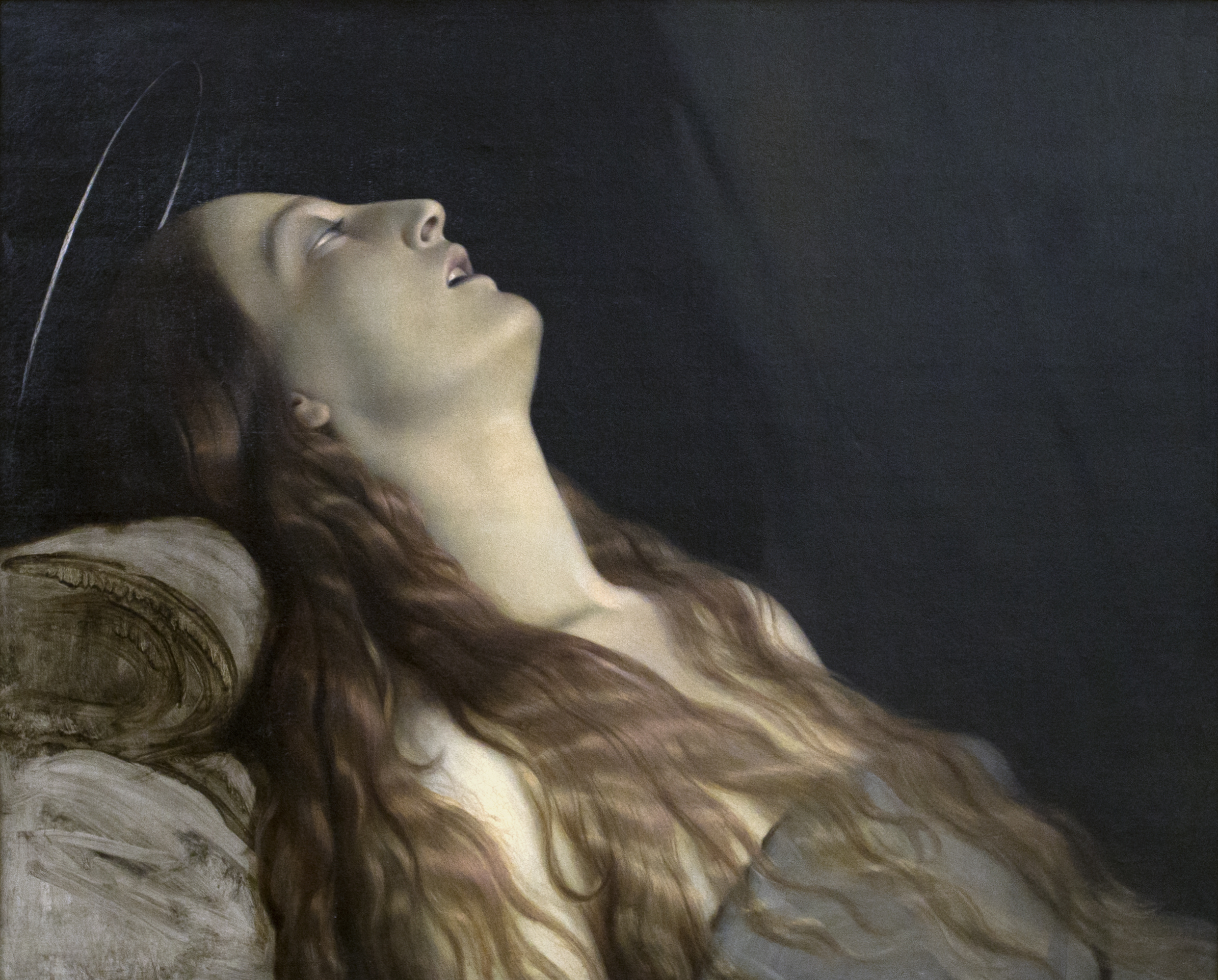
Поль Деларош. Посмертный портрет Луизы Верне, жены художника. 1846. Музей изящных искусств (Нант).